# Derechos de solidaridad
Los derechos de solidaridad, o también llamados derechos de los pueblos, son las exigencias más recientes en el tiempo, surgidos en los años 1980. Son llamados así porque son derechos que intentan superar el marco de los derechos individuales para centrarse en conceptos colectivos, como la comunidad o el pueblo. Según la clasificación se los denomina como derechos de tercera generación.
La aparición de esta nueva generación de derechos no ha sido pacífica. Su nacimiento ha provocado sentimientos encontrados dentro de la doctrina jurídica. Si bien la mayoría de los analistas han considerado los nuevos derechos como una buena oportunidad de continuar avanzando en la defensa de la dignidad humana, otros analistas los han visto como un artificio de efectos claramente perniciosos. Entre los motivos para ello se destacan: un peligro para los derechos existentes, una falta de homogeneidad absoluta y una carencia completa de una base jurídica imprescindible.

## Características generales
Son caracterizados porque se vinculan con la solidaridad, cubren a pueblos o la humanidad entera y no meramente a individuos, contemplan al ser humano en su universalidad y buscan garantías para la humanidad como un todo.
Los principales derechos de este tipo son los siguientes:
- Derecho al desarrollo sostenible: modelos y estructuras económicas que no solo generan beneficios propios, sino que además permitan el acceso a servicios básicos y garanticen la sostenibilidad del planeta.
- Derecho a la autodeterminación de los pueblos: las naciones tienen la posibilidad de determinar libremente su condición política y su modelo social y económico.
- Derecho a la paz: entendido no solo como ausencia de guerra, sino también como la puesta en marcha de procesos que fomenten la participación, el diálogo, la inclusión, la cooperación y la superación de conflictos.
- Derecho a la protección de los datos personales: llama la atención sobre los eventuales peligros y abusos a los que se exponen las personas ante procesos de informatización.
- Derecho al patrimonio común de la humanidad: acceso a los bienes materiales e inmateriales que constituyen un legado de especial relevancia para comprender la evolución humana.
- Derecho a gozar de un medio ambiente sano: disfrutar de ambientes sanos, limpios y sostenibles.[2][3]